# ریما، یبرود
ریما (به عربی: ریما) یک روستا در سوریه است که در استان ریف دمشق واقع شده‌است. ریما ۱٬۰۳۴ نفر جمعیت دارد.